# 新幹線800系電車
800系は、九州旅客鉄道（JR九州）に在籍する新幹線電車である。

## 概要
2004年（平成16年）3月13日の九州新幹線新八代駅 - 鹿児島中央駅間部分開業に向けて導入された車両で、開業と同時に営業運転を開始した。
製作するにあたり、東海旅客鉄道（JR東海）および西日本旅客鉄道（JR西日本）から設計や保守などの技術供与を受けた。これによって開発時間の短縮とコストの低減を図っている。基本的な構造は700系と変わらないが、先頭形状や内装表面、座席、機器配置などは変更されている。
日立製作所により6両編成5本30両が導入されたが、新幹線車両の全般検査サイクルが約2年であり、それを前に予備編成を用意する必要性が生じたことから、2005年（平成17年）夏に1本が増備された。その後、2011年3月の九州新幹線全線開業に向けて、2009年よりデザイン等のマイナーチェンジを行った3本が投入され、合計9編成となった。
開業初期から所属している編成（U001 - U006編成）は0番台を、2009年以降に増備された編成のうち、U007・U009編成は1000番台を、U008編成は2000番台を名乗る。製造費用は開業当初の0番台で1編成あたり約18億円である。
エクステリアとインテリアデザインは水戸岡鋭治とドーンデザイン研究所が、車内放送の音楽は向谷実が手がけた。
JR九州が保有する新幹線車両では唯一の自社設計車両であり、歴代のフル規格新幹線車両では唯一、2+3列の座席配置が存在しない形式である。また、形式の百の位に「8」を使用した新幹線車両も本形式が初めてである。
2005年に鉄道友の会ローレル賞・日本産業デザイン振興会グッドデザイン賞を受賞。費用対効果と低乗車率などのため、2011年の博多新八代間の開業以降は先発のN700系が採用され、800系の導入は6両9編成、全54両のみに留まった。

## 車両概説

### 車体
700系と同じく、中空押出型材を用いたアルミダブルスキン構造となっている。700系と平行して800系を製造することによって製造コストの抑制が図られている。ただし、重量が大きい主変圧器搭載のMp車にパンタグラフが搭載されていることから、各車の輪重バランスを均一化するためにMp車の屋根は軽量なシングルスキン構造となっている。
空力的な理由から「カモノハシ」のようなものとなった700系の先頭形状は採用せず、シャープな形状である。これは700系の先頭形状のプロトタイプとしてコンペで提出されながら不採用となり、その案を設計した日立製作所笠戸工場で保存されていたものをベースとしている。このプロトタイプのデザインは水戸岡にとって納得のいくものではなかったが、断面積を変化率を変えない範囲であれば外見を変更することが可能であることが判明し、これをベースに800系先頭部のデザインが練られた。このように、先頭形状を700系のままにせず新たに設計し直したのは、JR九州側、特に当時の社長石原進の意向によるものであった。
水戸岡は初代新幹線車両である0系のDNAを受け継ぐことをデザイン上のコンセプトとして掲げ、丸みを帯びたラインを実現した。加えて、800系を印象づけるための独自の表現として、これまでにない縦長のライト（縦目）が採用された。JR九州側からは、最前部のノーズポイントを上げることと、運転席前面ガラスの角度をある程度つけることが求められた。
U007 - U009編成はヘッドライトの形状が変更され、そのカバーガラスも曲面的でやや膨らんだ形のものとなった。
出入口付近に設置してある行先表示器は3色LED式を採用する。

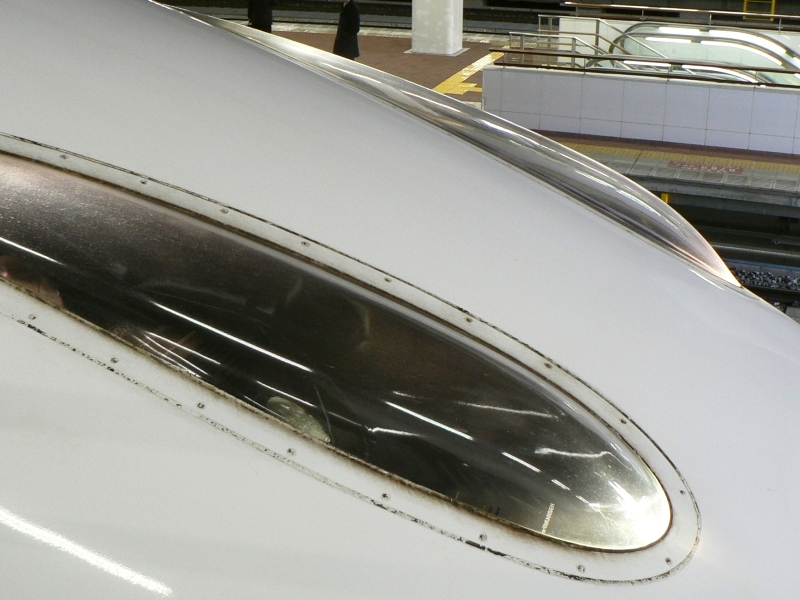
新800系のヘッドライト
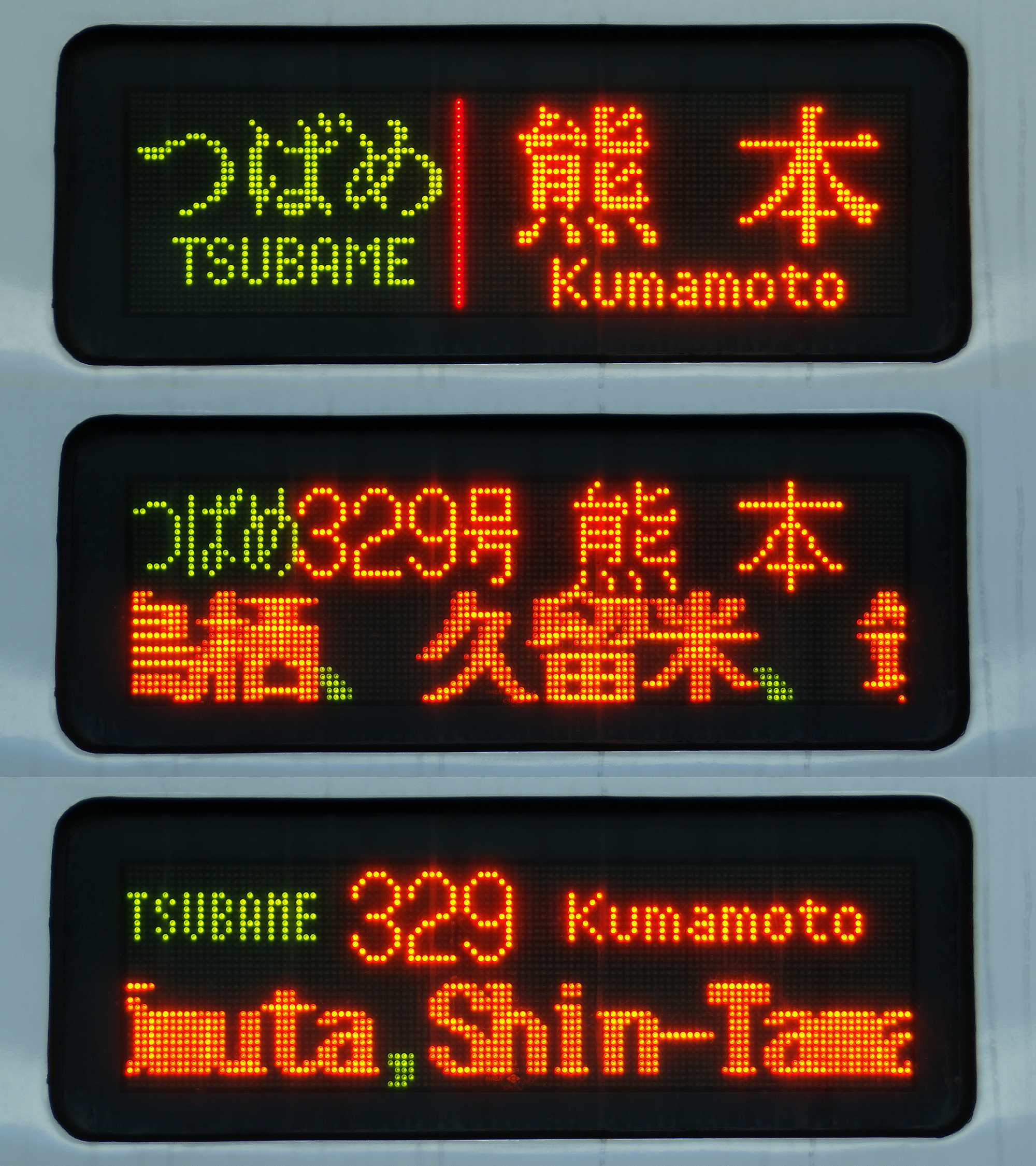
行先表示器

#### 塗装
白地に金色■とコーポレートカラーである赤色■のラインが入る。そして、屋根は赤色（古代漆）■塗装であるが、これはパンタグラフの摺り板の粉で生じる汚れを目立ちにくくするために設定されたものである。車体には、100系以降の東海道・山陽新幹線の車両に用いられていた白3号 (N9.2) ではなく、より明るい白 (N9.5) を採用しており、水戸岡は『たぶん一番白い列車』と述べている。
カラーリングに際して、色指定は通常の色見本ではなく漆乗りの盆や古い布地など、実物を利用した指定が行われた。例えば「古代漆」色は福井県鯖江市で作られた漆塗り、黒は瓦屋根の黒などを基にしている。
各車両の客用ドア横には赤色の大きな文字で号車番号が表記されているが、これは新八代駅で「リレーつばめ」から乗り換える際に、短い時間で乗車車両を探し出せるように配慮されたものである。なお787系電車においても「リレーつばめ」対応改修工事実施時に同じ配慮がなされ、金色の同字体を採用している。

完成当初は全車両側面の号車表示部分に、当時のJR九州社長石原進の揮毫による「つばめ」と列車名が書かれていたが、全線開業後は「さくら」の一部でも本系列が使用される事となり、乗客の混乱を防止する必要が生じた。これに伴い、2011年1月から3月にかけて「つばめ」の表記を削除し、先頭車の運転台側に800系をイメージするロゴマークを追加し、号車表示部分はつばめをイメージしたロゴデザインに変更された。

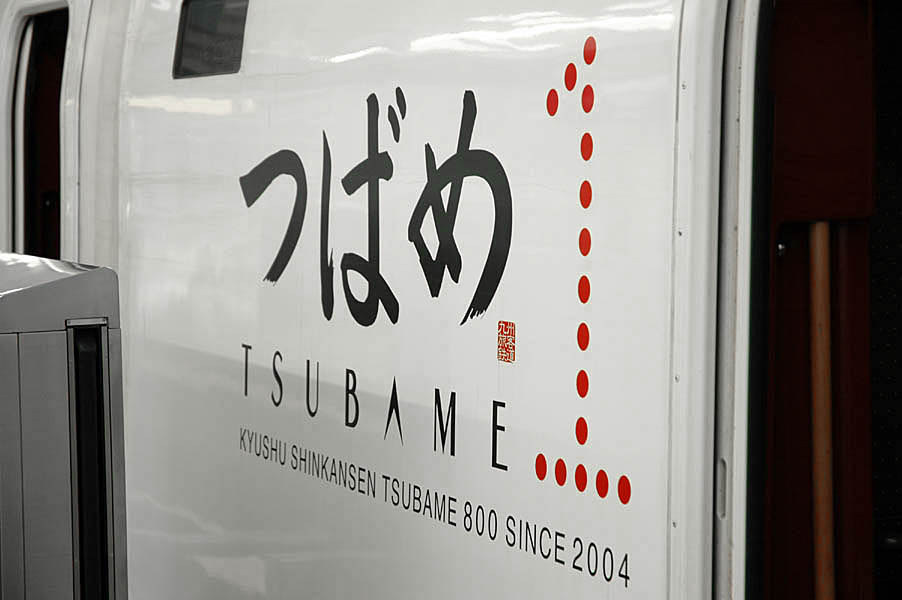
1号車ロゴ（現在は消滅）
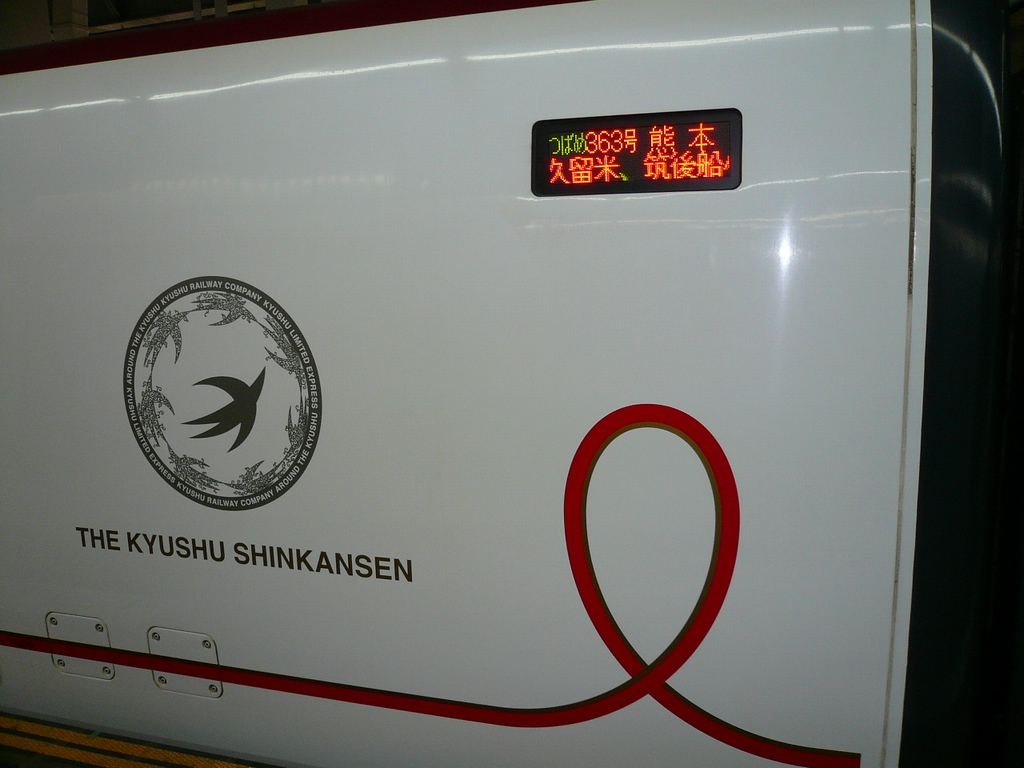
全線開通後のロゴと方向幕

### 主要機器
700系を基本に開発・製造されているため、制御装置についてはほぼ700系と共通である。ただし、ユニットカットを行った場合でも35‰（パーミル）の急勾配で起動できるよう、全車両電動車 (M) とするとともに、起動時引張力を増加させる事ができるようにしている。その結果主電動機の定格出力は700系と変わらないものの、起動加速度は0番台落成時で2.5 km/h/s に強化されている（資料によっては3.0 km/h/sとなっているが、これは誤記と思われる）。ただし、1000・2000番台では2.61 km/h/sに変更され、車両基地構内では 1.6 km/h/sとする機能が新たに追加された。営業最高速度は500系や700系より遅い260km/hである。
主電動機(MT500K)は、連続定格出力275kWを有するかご形三相誘導電動機であり、1両あたり4基搭載する。架線からの単相交流25,000 Vを主変圧器で交流1,220Vに降圧した上で、主変換装置で単相交流から直流2,400Vに変換後、さらに三相交流へと変換して主電動機を駆動する。
Mc+Mp+M2ユニットを採用し、Mc車（821形・822形）には主変換装置1基・空気圧縮機が、Mp車（826形）には主変圧器(WTM206K)・集電装置が、M2車（827形）には主変換装置2基が搭載される。
主変換装置(WPC200K)は、IGBT素子を利用した3レベルPWMコンバータ+3レベルPWMインバータで構成されている。主電動機4基を並列接続して回路を構成し、1C4M制御を採用する。
台車は直進安定性に優れた走行特性を示す軸梁式の軸箱支持機構を備えたアンチヨーダンパ付きのボルスタレス台車のWDT205Kを装着する。駆動方式はWNドライブである。乗り心地向上のため、全車両にセミアクティブサスペンションが搭載されている。
ブレーキ装置については、700系と同様に回生ブレーキを装備するほか、緊急制動時の滑走対策のために先頭車の台車にセラジェットも装備されている。また、急勾配対策として抑速ブレーキの機能が追加されている。
定速装置が装備されているが、営業運行中は使用しない。

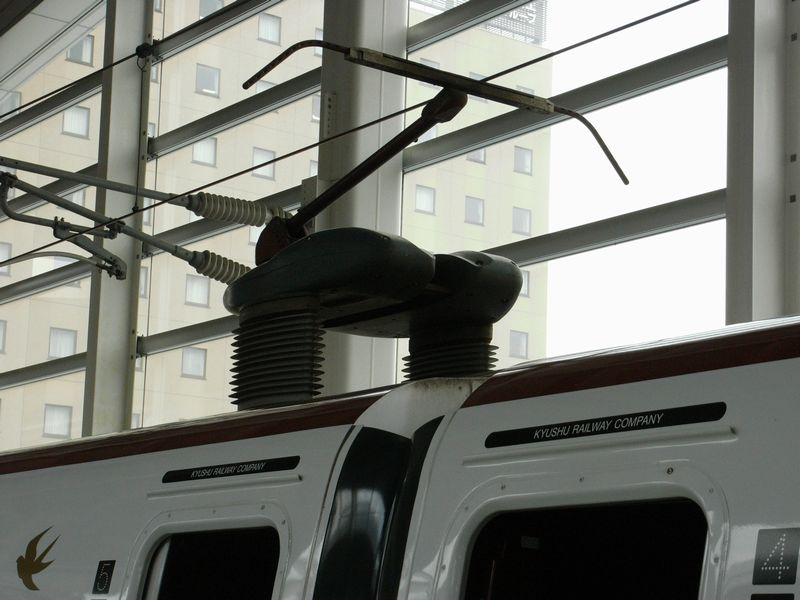
800系のパンタグラフ

集電装置は騒音・軽量化対策として、700系のような大型の碍子カバーやパンタグラフカバーは装備せずに、東日本旅客鉄道（JR東日本）が開発しE2系1000番台で採用された低騒音碍子付きのシングルアーム式パンタグラフ（PS207K形）を装備している。この結果、700系に採用されているシングルアームパンタグラフ（TPS301形・パンタカバーなどを含む）と比較して約650kgの軽量化に成功している。

### 内装
全車両普通車のモノクラス編成であり、座席は横に4席並び、2列+2列配置となっている。日本の「和」を基本コンセプトとする独自の意匠が施されている。木材にはすべて不燃処置が施されている。
奇数号車の博多寄りには便所・洗面所が設置されているが、便所はサクラ材の手すりで温かさを、洗面所には八代のイグサの縄のれんで伝統の技を演出した。1, 5号車には、車椅子スペースとバリアフリー対応トイレが設けられている。
2号車には公衆電話が、4号車には自動販売機が設置されている。

#### U001 - U006編成（0番台）
| 号車 | 木の色 | 織物色 |
| ---- | ------ | ------ |
| 1・4 | 桜色   | 緑青   |
| 2・6 | 柿渋色 | 瑠璃   |
| 3・5 | 楠色   | 古代漆 |

妻面にクスノキ、座席に西陣織のモケット、日よけに木製のブラインドを採用。座席の基部も木製とされた。客室用座席は京都府京田辺市の住江工業製、運転席用座席は、700系と同様、レカロ製のセミバケットシート「RECARO 24H CHAIR」を採用。号車によって腰掛木材と表皮材料の色の組み合わせが異なっている。
出入り台の壁は柿渋色、客用ドアは古代漆色という伝統色、手すりや握り棒は熊本産のサクラ材が使用されている。
デッキと客室を仕切るドア上部に設置されている車内案内表示器には車両案内、停車駅案内、ニュース（西日本新聞ニュース）が表示される。後に車内後方座席からの視認性向上を目的として増備車同様、車内中央の天井部にも車内案内表示器が設置された。

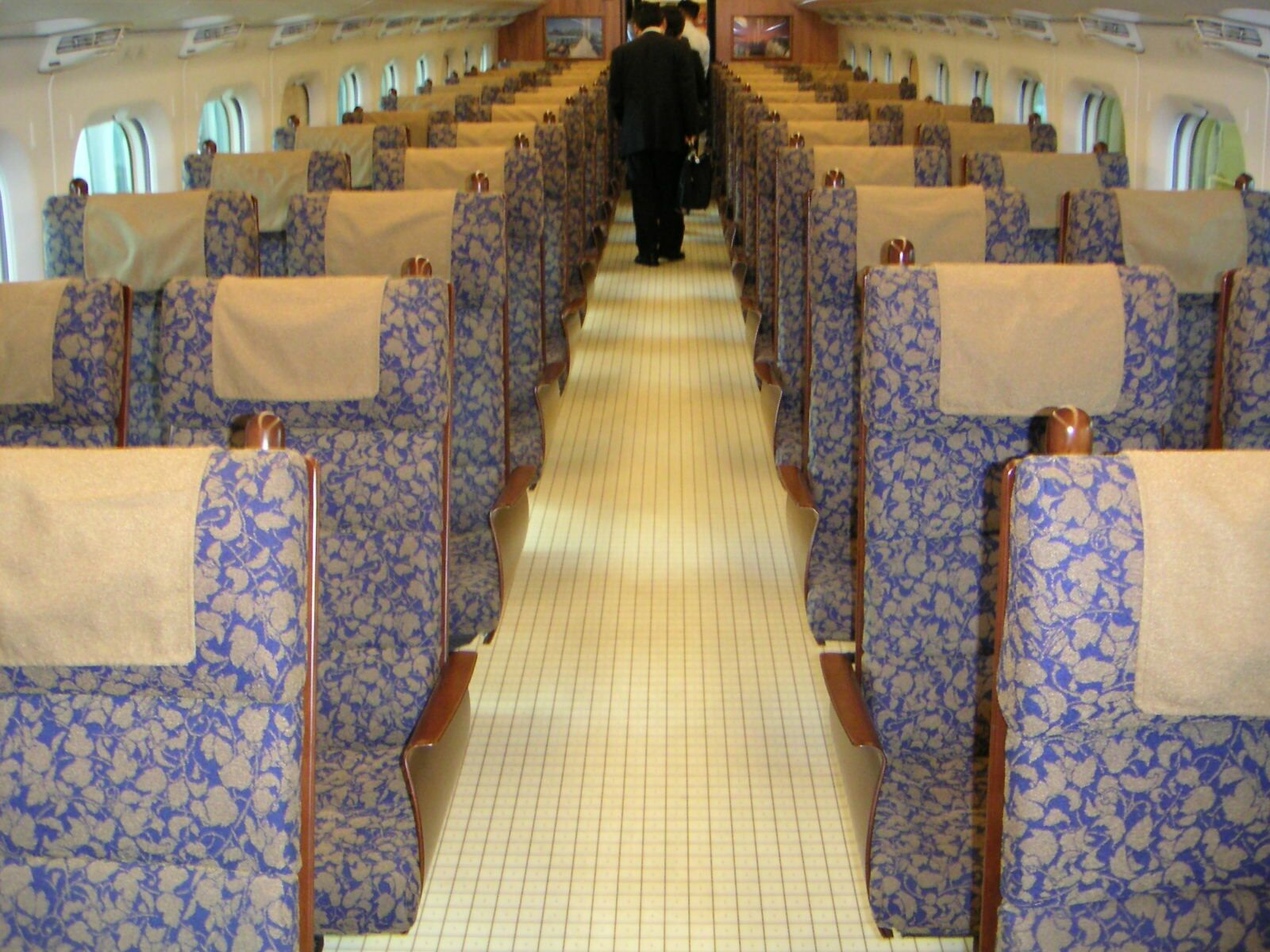
2号車車内
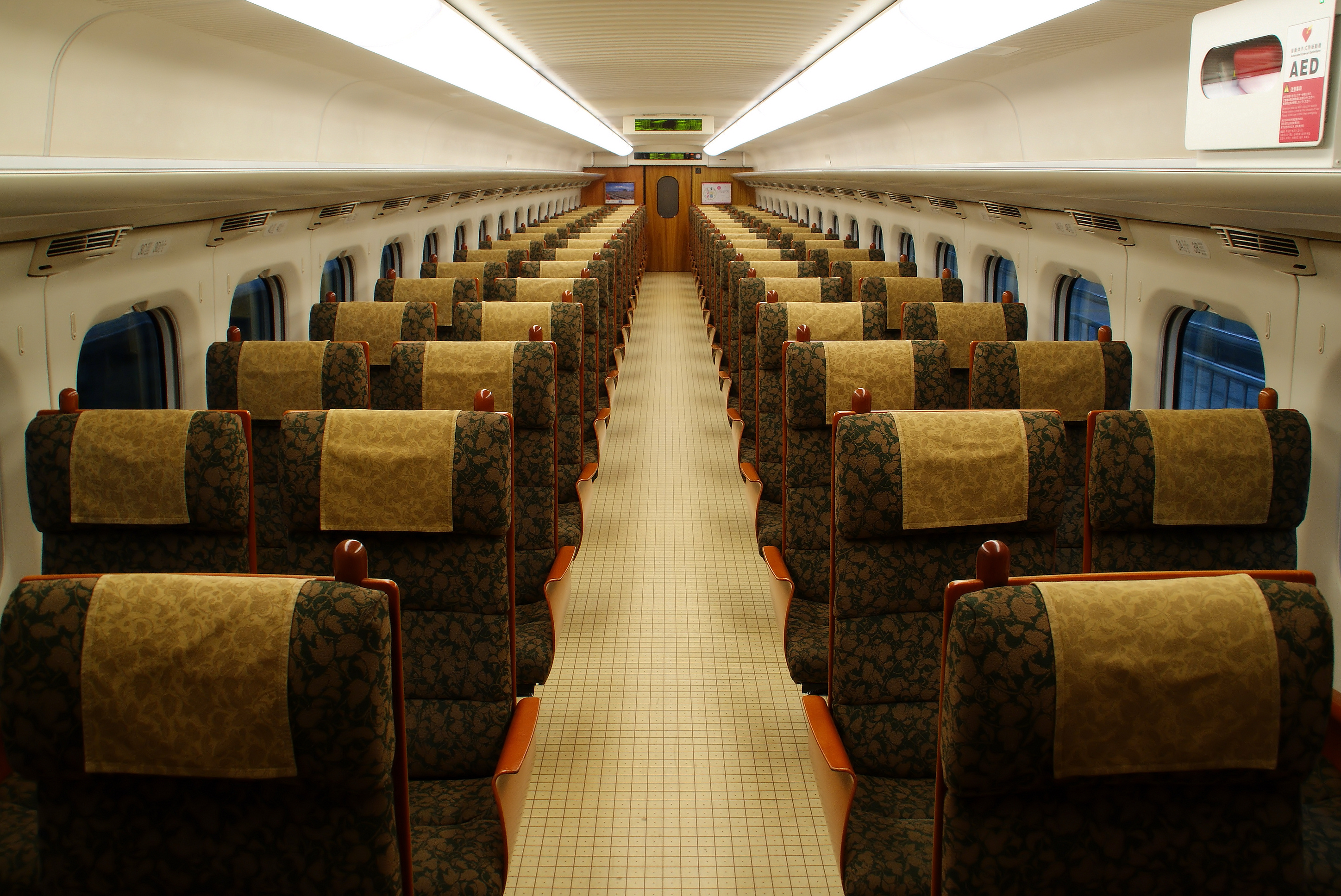
4号車車内
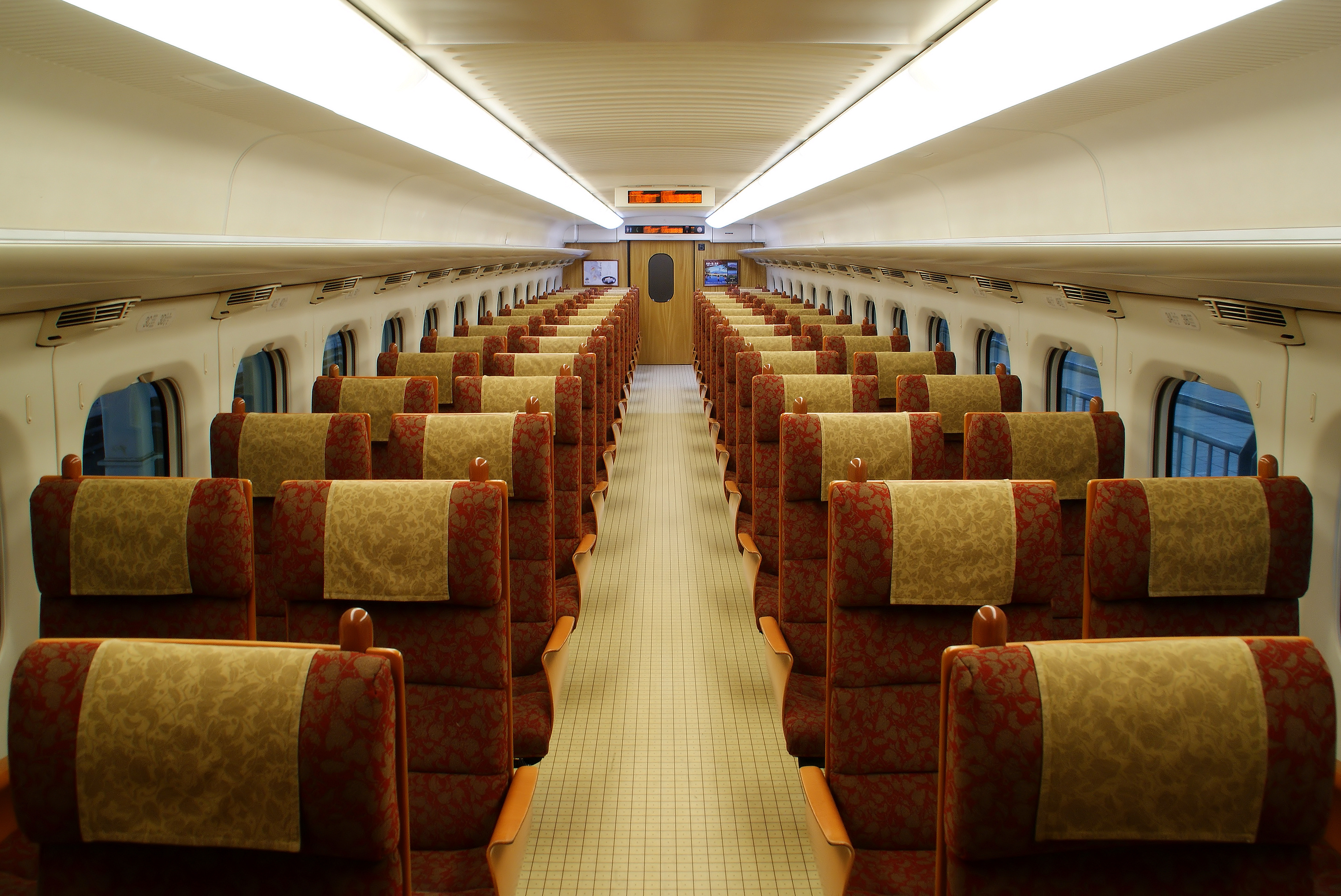
5号車車内
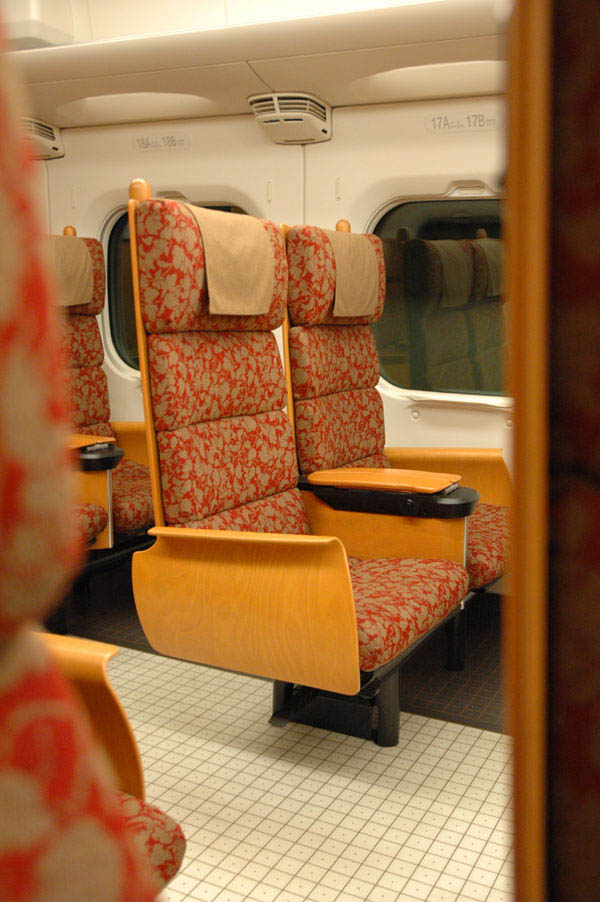
座席
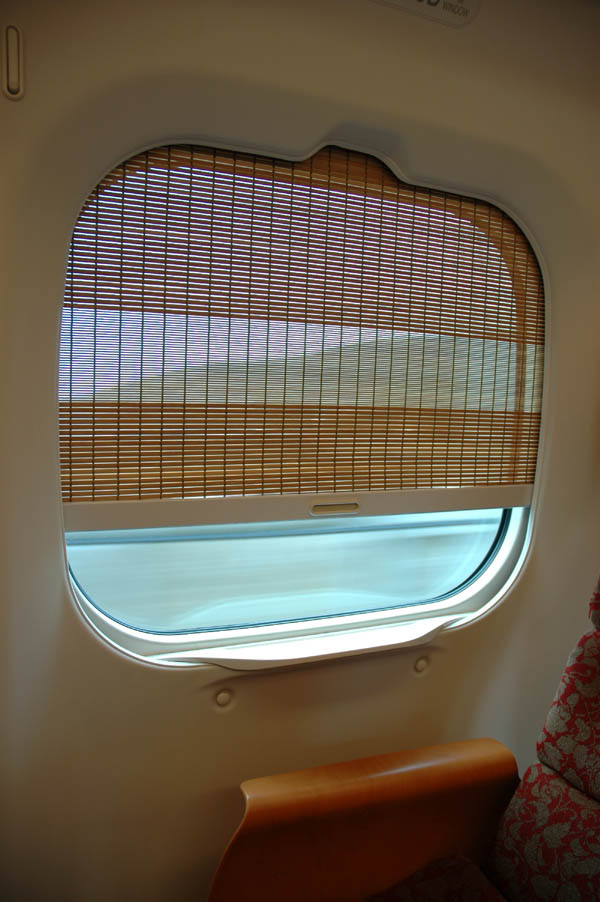
木製ブラインド
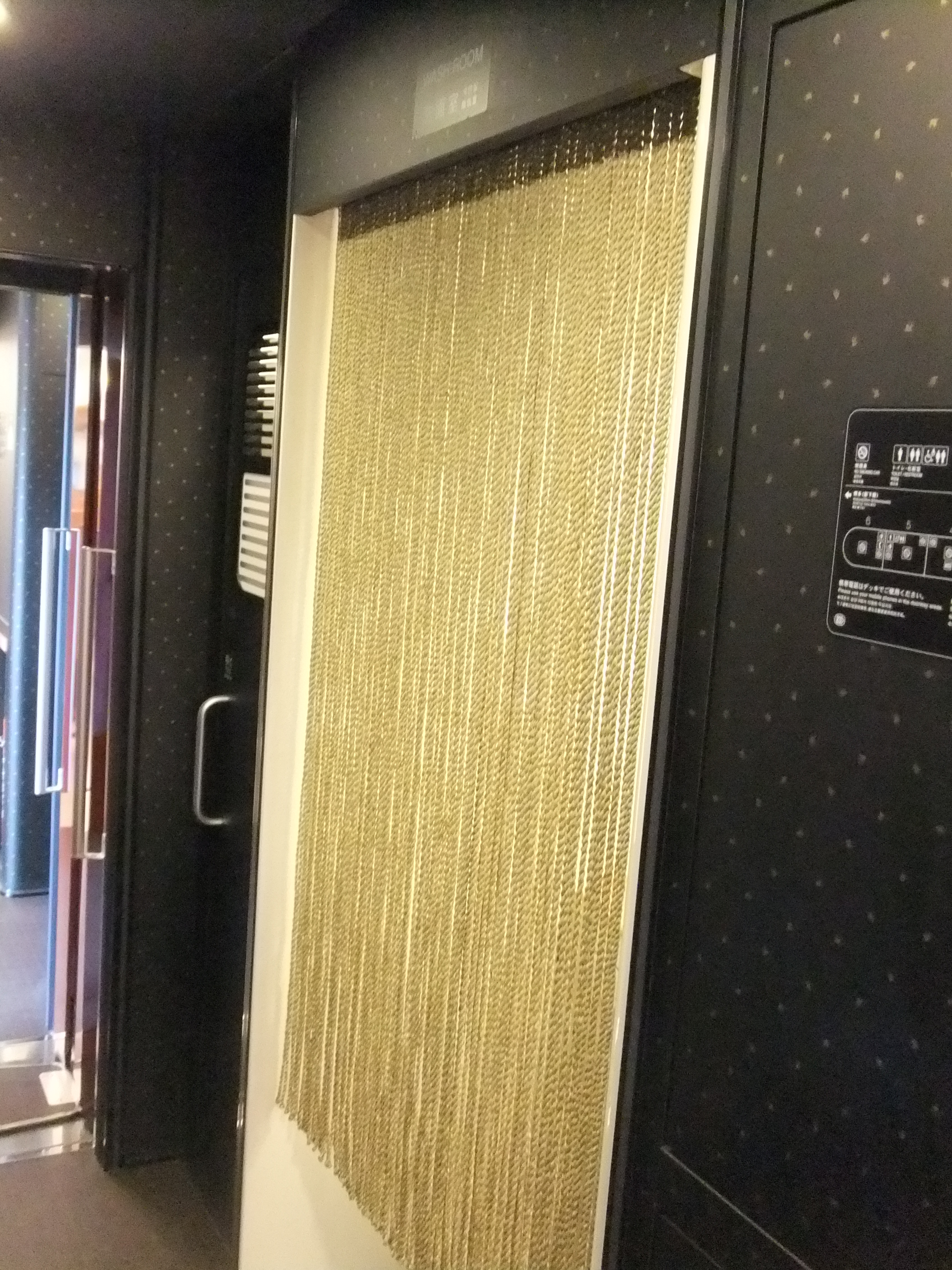
イグサの縄のれん（2011年5月）
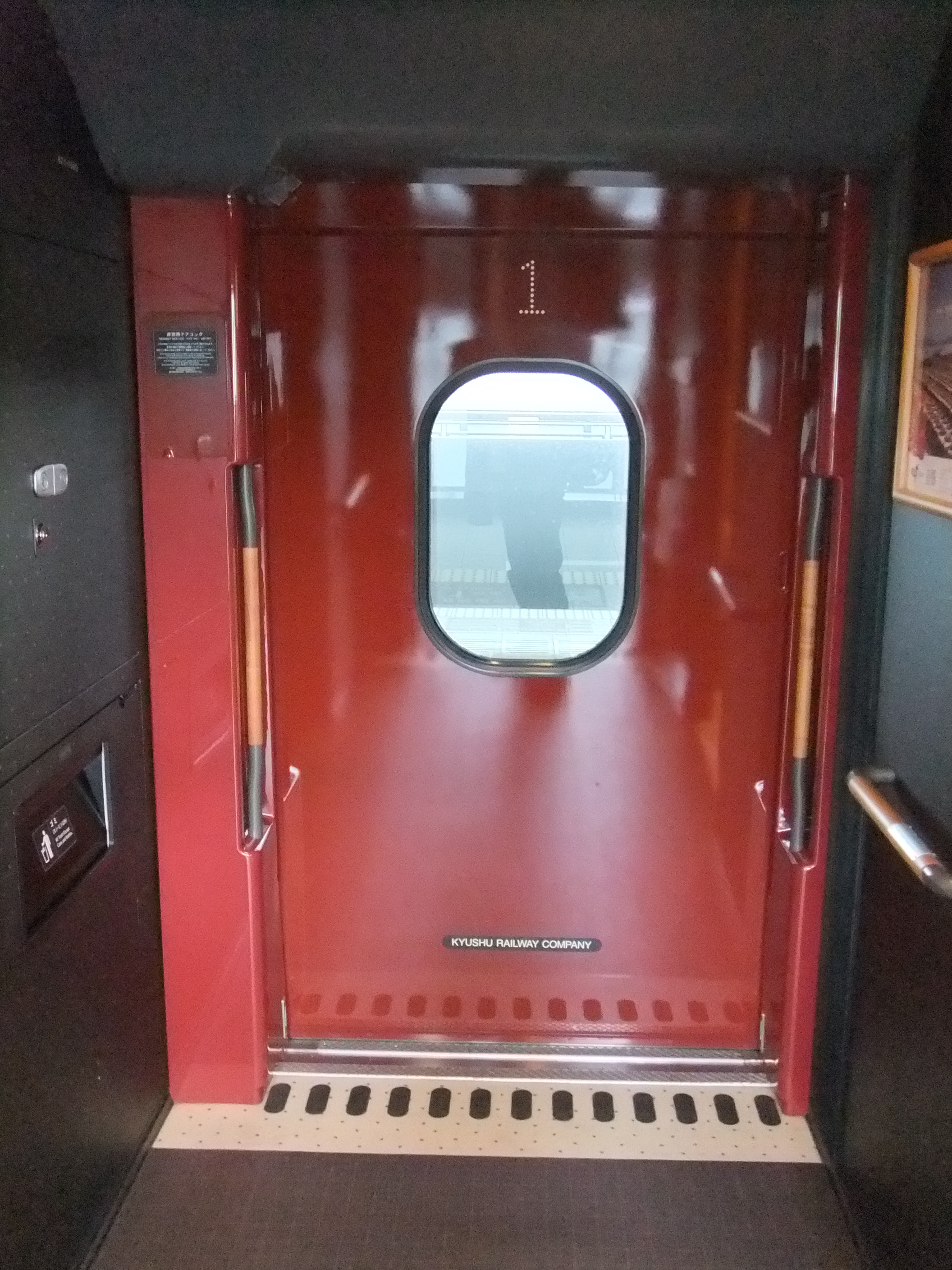
古代漆色のドア
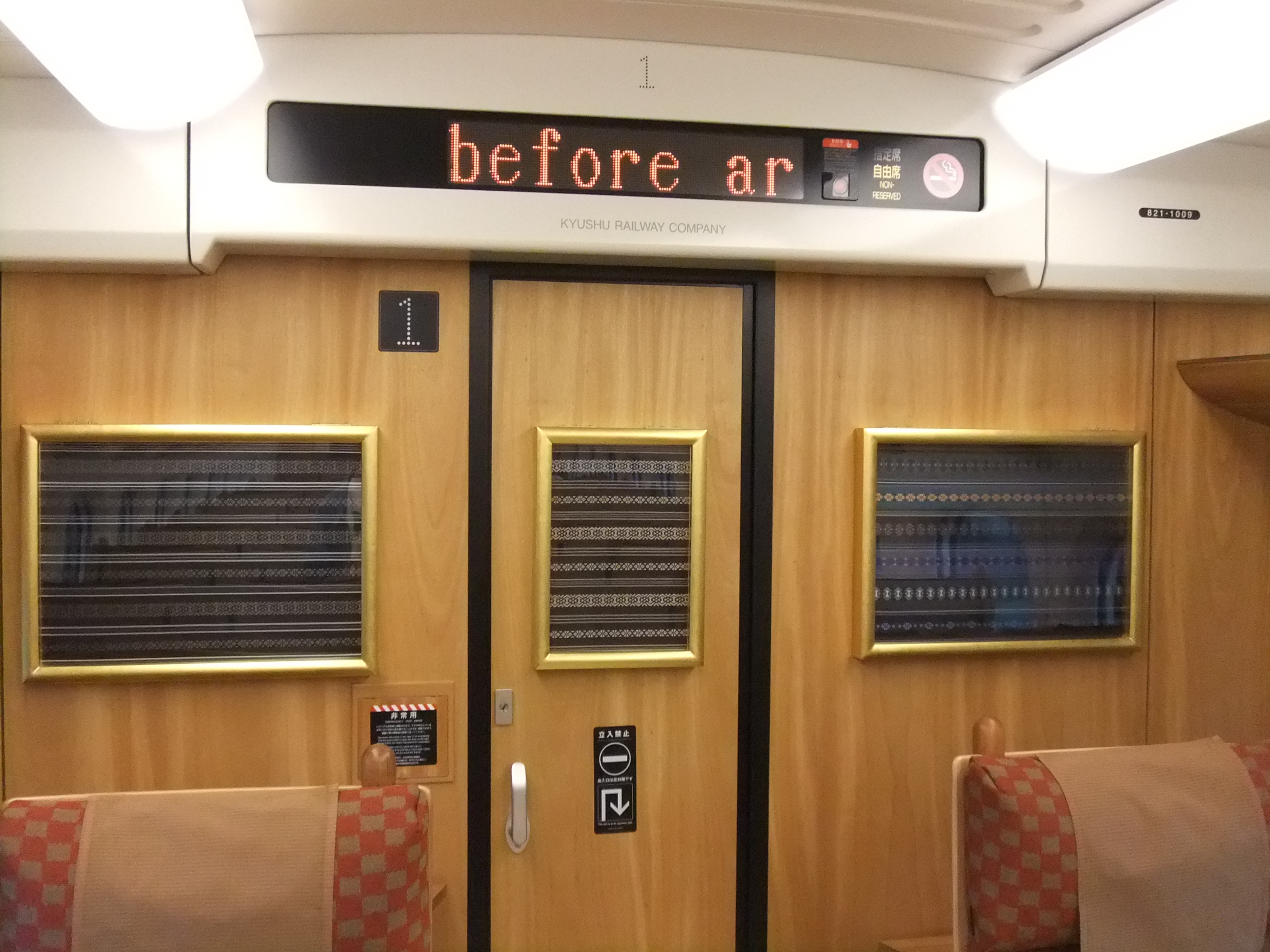
客室とデッキの仕切りはクスノキ

#### U007 - U009編成（1000・2000番台）

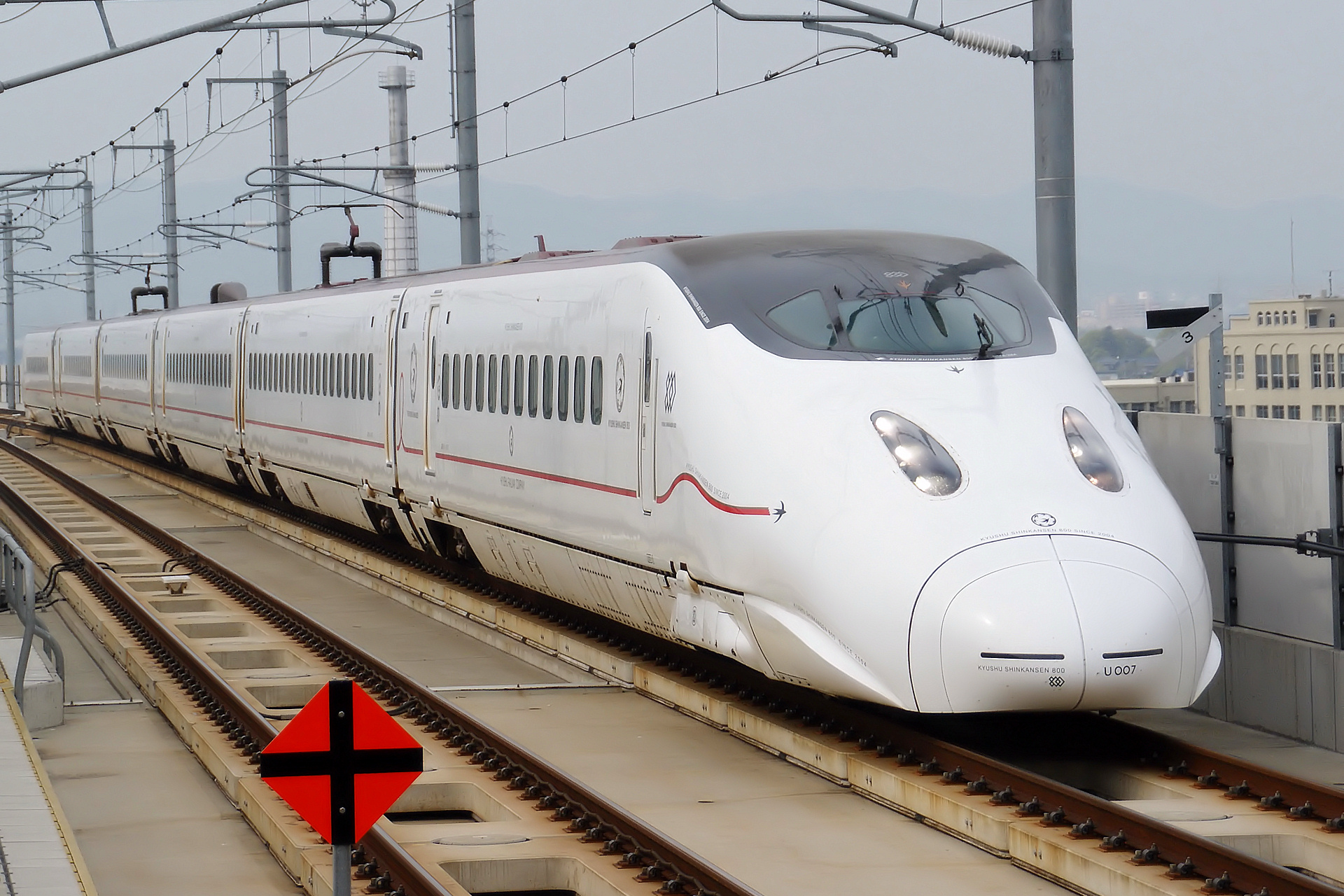
1000番台のU007編成

2009年夏から登場した増備車は、乗り心地改良のため、従来よりも座面を35mm深く、着席時の背もたれの角度が7度から8度に変更されている。新たに荷台下面と窓枠下の小テーブル（かまち）も木製となったほか、電話室の暖簾に久留米絣が採用されている。
号車によって腰掛木材と表皮材料の色の組み合わせが異なっている。
| 号車 | 座席織物               | 妻壁（前）           | 妻壁（後）           |
| ---- | ---------------------- | -------------------- | -------------------- |
| 1    | 赤の唐松模様の西陣織   | クスと博多織         | クスと博多織         |
| 2    | ワインレッドの革張り   | 金箔と柄入り金箔     | ハードメープル       |
| 3    | カーマインのツイード   | 金箔とハードメープル | 金箔とハードメープル |
| 4    | アイビー柄のゴブラン織 | 金箔とハードメープル | 金箔とハードメープル |
| 5    | オレンジ系のツイード   | ハードメープル       | 金箔と柄入り金箔     |
| 6    | 赤のアイビー柄の西陣織 | クスと博多織         | クスと博多織         |

すべての腰掛から車内案内表示器の視認性を高めるため、背板の高さを25mm、腰掛座面を15mm、合わせて床面から40mm低くし、さらに車内の天井にも車内案内表示器が設置されている。5号車には多目的室が採用され、既存の編成へも設置改造も行われた。

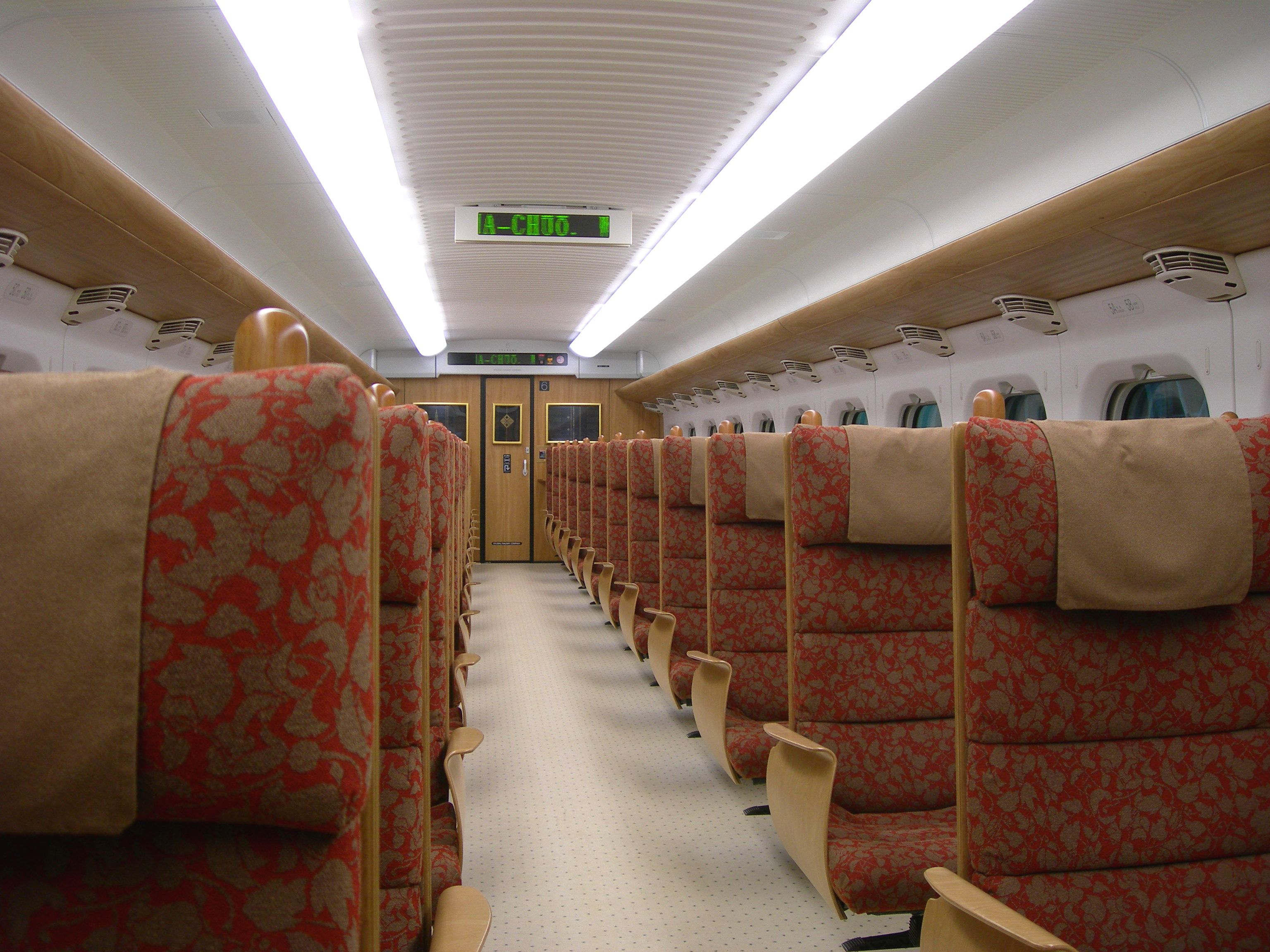
6号車車内
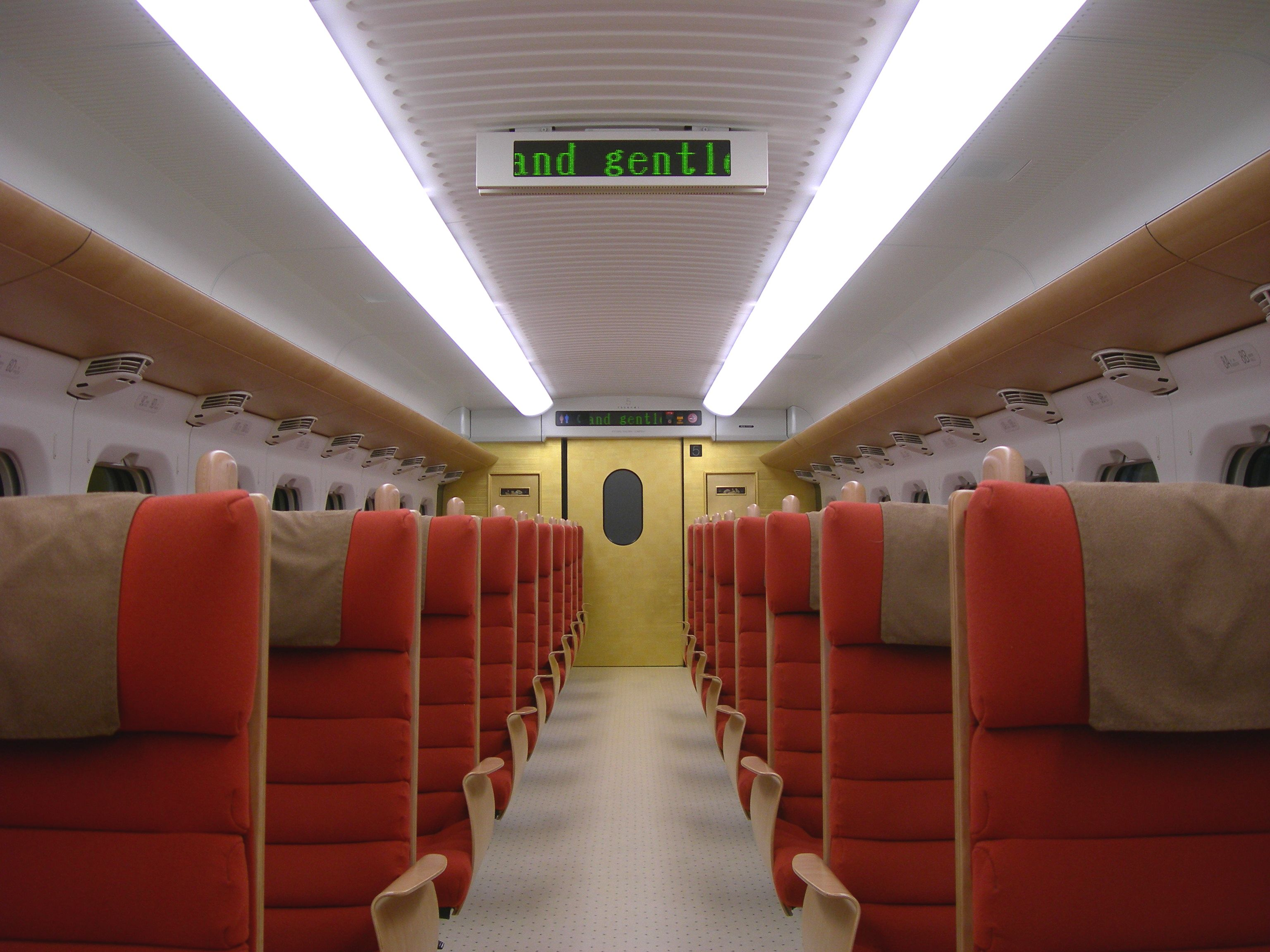
5号車車内
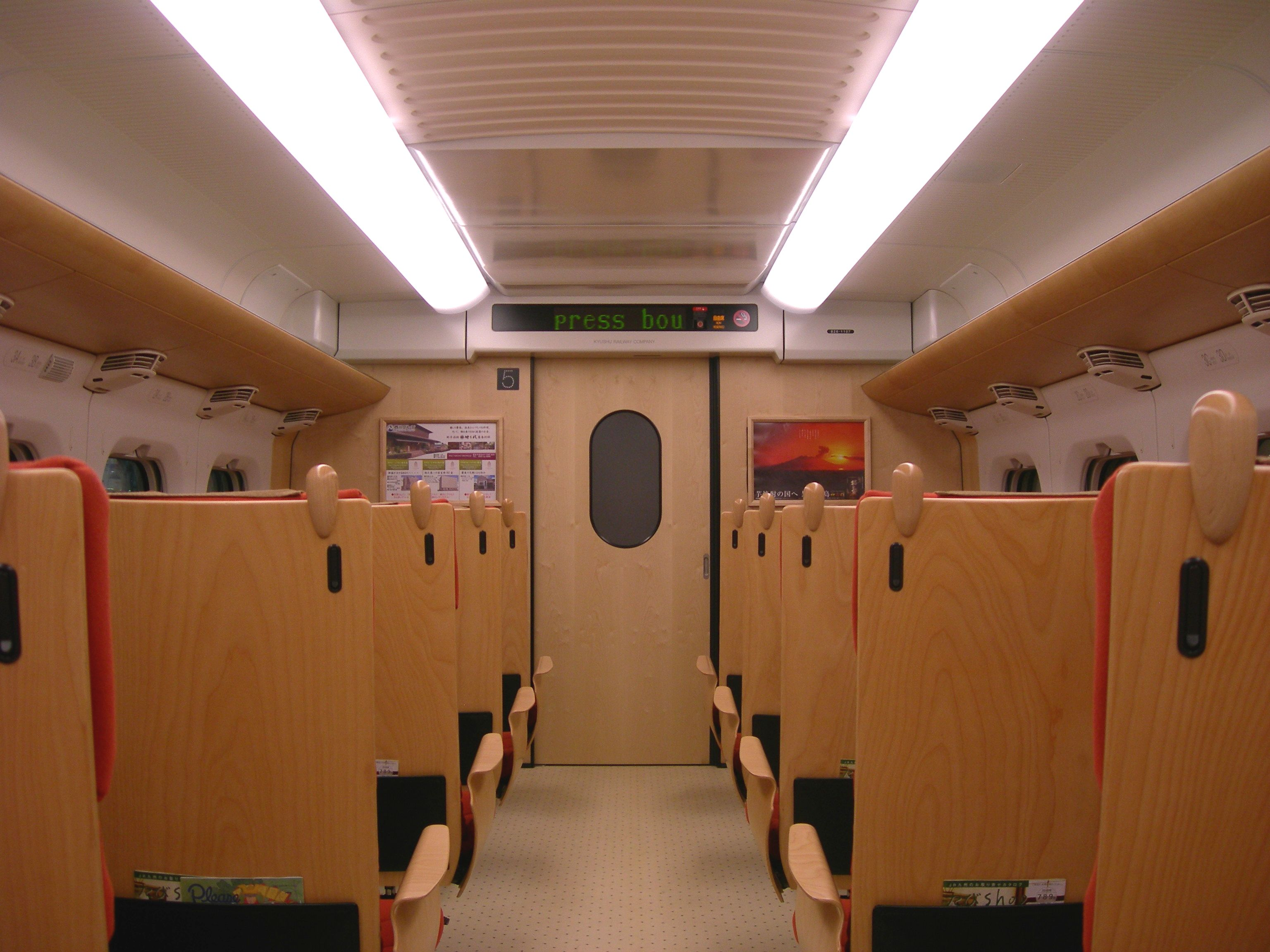
5号車妻壁（前）

### 検測機能車
U007・U009編成（1000番台）には軌道の検測を可能とする装置を、U008編成（2000番台）には電力、信号、通信の検測を可能とする装置が搭載可能である。U001編成は線路および架線の検測機能を持っており、車両番号の末尾に「K」の文字が加えられていたが、前述の編成増備に伴いその任を解かれ、2010年3月31日付けで車番の変更（末尾「K」の解除）が行われた。
他の検査専用車両のように検査機器を常時設置しているわけではなく、検査実施時のみ機器を搭載して検測を行う。外観上の違いはパンタグラフ付近に計測用のカメラと投光器が装着されている点で、それ以外には他編成との違いはない。この架線計測装置には明電舎の「カテナリーアイ」を使用している。これは、車両の屋根上に小型カメラ2台とラインセンサを搭載して走行中にトロリー線を約3cm間隔で検測する装置であり、従来の計測装置と比べて大幅な省スペース化が図られている。

## 形式および車種
本系列に属する各形式名とその車種は以下の通り。
電動車3両を1ユニット (Mc+Mp+M2) とする構成で700系の4両1ユニットから1ユニットあたりの車両数は1両減らされている。そのため、運転室後部に機器室を設置しそこに減らした車両分の機器を搭載している。このため500系と同様に運転室後部の客用ドアは設置されていない。
車体番号のハイフン以下一桁の数字は0番台からの連番である。例えば、U007編成821形の場合は、821-1007となる。
| 821形(821-6) |  | 822形(822-106) |
| 821形(821-6) |  | 822形(822-106) |

821形 (Mwc)
普通席を備える制御電動車。U編成1号車として使用。鹿児島中央向き運転台、便所、洗面所、車椅子対応設備を備え、主変換装置、静止形変換装置、電動空気圧縮機などを搭載する。定員46名。
822形 (Mc)
普通席を備える制御電動車。U編成6号車として使用。博多向き運転台、電話室を備え、主変換装置、補助電源装置、電動空気圧縮機などを搭載する。定員56名。
| 826形0番台(826-6) |  | 826形100番台(826-106) |
| 826形0番台(826-6) |  | 826形100番台(826-106) |

826形 (Mp, Mpw)
普通席を備える中間電動車。
0, 1000, 2000番台 (Mp)
U編成2号車として使用。電話室を備え、主変圧器、静止形変換装置、補助電動空気圧縮機、集電装置などを搭載する。定員80名。
100番台 (Mpw)
U編成5号車として使用。便所、洗面所、車椅子対応設備を備え、主変圧器、補助電動空気圧縮機、集電装置などを搭載する。2009年以降、1100, 2100番台車両と同様の多目的室、車販準備室の設置工事が行われた。その際16・17ACD席と14・15B席を撤去したため、定員66 → 58名と減少する。
1100, 2100番台 (Mpw)
U編成5号車として使用。便所、洗面所、車椅子対応設備、多目的室、車販準備室を備え、主変圧器、補助電動空気圧縮機、集電装置などを搭載する。定員58名。
| 827形0番台(827-6) |  | 827形100番台(827-106) |
| 827形0番台(827-6) |  | 827形100番台(827-106) |

827形 (M2, M2w)
普通席を備える中間電動車。
0, 1000, 2000番台 (M2w)
U編成3号車として使用。便所、洗面所を備え、主変換装置2台などを搭載する。定員72名。
100, 1100, 2100番台 (M2)
U編成4号車として使用。乗務員室、自動販売機を備え、主変換装置2台などを搭載する。定員72名。
|          |          | ← 鹿児島中央博多 → | ← 鹿児島中央博多 → | ← 鹿児島中央博多 → | ← 鹿児島中央博多 → | ← 鹿児島中央博多 → | ← 鹿児島中央博多 → | 新製日         | 設備・ATC・列車無線改造日 | 編成名削除    | 備考                                                                            |
|          |          |                    |                    |                    |                    |                    |                    | 新製日         | 設備・ATC・列車無線改造日 | 編成名削除    | 備考                                                                            |
| 号車     | 号車     | 1                  | 2                  | 3                  | 4                  | 5                  | 6                  | 新製日         | 設備・ATC・列車無線改造日 | 編成名削除    | 備考                                                                            |
| 形式     | 形式     | 821形 （MwC）      | 826形 （Mp）       | 827形 （M2w）      | 827形 （M2）       | 826形 （Mpw）      | 822形 （MC）       | 新製日         | 設備・ATC・列車無線改造日 | 編成名削除    | 備考                                                                            |
| 定員     | 定員     | 46                 | 80                 | 72                 | 72                 | 58                 | 56                 | 新製日         | 設備・ATC・列車無線改造日 | 編成名削除    | 備考                                                                            |
| ユニット | ユニット | 1ユニット          | 1ユニット          | 1ユニット          | 2ユニット          | 2ユニット          | 2ユニット          | 新製日         | 設備・ATC・列車無線改造日 | 編成名削除    | 備考                                                                            |
| 編成     | U001     | 1                  | 1                  | 1                  | 101                | 101                | 101                | 2003年8月30日  | 2010年3月31日             |               |                                                                                 |
| 編成     | U002     | 2                  | 2                  | 2                  | 102                | 102                | 102                | 2003年9月16日  | 2009年11月2日             |               |                                                                                 |
| 編成     | U003     | 3                  | 3                  | 3                  | 103                | 103                | 103                | 2003年10月6日  | 2010年9月28日             |               |                                                                                 |
| 編成     | U004     | 4                  | 4                  | 4                  | 104                | 104                | 104                | 2003年12月11日 | 2010年1月16日             |               |                                                                                 |
| 編成     | U005     | 5*                 | 5*                 | 5*                 | 105                | 105                | 105                | 2003年12月28日 | 2010年7月27日             | 2018年3月16日 | 2016年4月14日熊本地震の影響により回送列車として走行中に脱線、事故廃車となった。 |
| 編成     | U006     | 6                  | 6                  | 6                  | 106                | 106                | 106                | 2005年7月18日  | 2010年5月30日             |               |                                                                                 |
| 編成     | U007     | 1007               | 1007               | 1007               | 1107               | 1107               | 1107               | 2009年8月22日  | 新造時から対応済み        |               |                                                                                 |
| 編成     | U008     | 2008               | 2008               | 2008               | 2108               | 2108               | 2108               | 2010年3月19日  | 新造時から対応済み        |               |                                                                                 |
| 編成     | U009     | 1009               | 1009               | 1009               | 1109               | 1109               | 1109               | 2010年11月24日 | 新造時から対応済み        |               |                                                                                 |

- U005編成のうち、番号に「*」がつくのは研修設備へ転用された車両。

## ラッピングトレイン
本形式は以下のラッピング実績がある。
2004年12月16日から2005年3月31日の間「日韓友好年2005」を記念し、パク・ヨンハをデザインしたラッピングトレイン（U004編成）が運行された。
2009年7月18日から8月31日の間、JR九州の企画「ポケモンスタンプラリー2009夏」 にあわせ、ポケモンラッピングトレイン（U004編成）が運行された。
2011年9月12日から10月16日の間、福岡ソフトバンクホークスの選手と応援隊長の白戸次郎（お父さん犬）がラッピングされたホークス応援ラッピング新幹線（U004編成）が運行された。
2014年12月20日から2015年3月1日の間、JR九州の企画「妖怪ウォッチ×JR九州 熊本駅を妖怪ジャック!!」 や、映画「妖怪ウォッチ 誕生の秘密だニャン!」公開に併せ、妖怪ウォッチラッピングトレイン（U008編成）が運行された。
2015年7月15日から8月31日の間、U007編成にDREAMS COME TRUEのラッピングを施した「SPECIALドリカム新幹線」が運行された。また同年12月5日・6日の「史上最強の移動遊園地 DREAMS COME TRUE WONDERLAND 2015」九州公演（福岡ヤフオク!ドーム）にあわせ、10月3日から12月6日には「SPECIALドリカム新幹線『WONDERLAND号』」が運行された。
2016年7月15日から9月30日の間、「元気に!九州プロジェクト」の一環として、U001編成 が九州各県のキャラクター をデザインしたラッピングを施して運行された。
2016年6月30日から「GO!GO!!キスマイクマモトオオイタ」の一環として、U008編成にKis-My-Ft2のラッピングを施した「キスマイ新幹線」が運行されている。
2018年1月13日から6月上旬まで、U009編成に同年のNHK大河ドラマ『西郷どん』のラッピングが施されている。
2019年5月17日からミッキーマウスのスクリーンデビュー90周年を記念して、九州新幹線での旅をアピールする「Go! Waku Waku Trip with MICKEY」プロジェクトの一環として企画。U007編成にミッキーマウスのラッピング以外にも車内のでは座席のヘッドカバーなどに特別なデザインを施している。
2021年3月4日に、九州新幹線全線開業10周年企画として実施された「輝け！みんなの九州プロジェクト」の一環として運行された特別列車「流れ星新幹線」に際し、先頭車に流れ星のデザインと全国から募集した願い事をラッピングし、車内に照明機材を搭載した特別列車（乗客なし）が博多から鹿児島中央まで運行された。イベント終了後は車体のラッピングをそのまま存置した状態で「輝け！みんなの九州号」として、2021年5月28日まで通常の運用に充当された。
2021年12月21日、「九州を元気にする地域密着プロジェクト」として展開中の「みんなの九州プロジェクト」として800系U009編成を使用したHKT48ラッピング新幹線は博多から鹿児島中央までつばめ・さくらとして2022年3月27日まで運行された。

## 運用
2004年3月13日の九州新幹線の新八代 - 鹿児島中央間開業と同時に「つばめ」で運用を開始した。

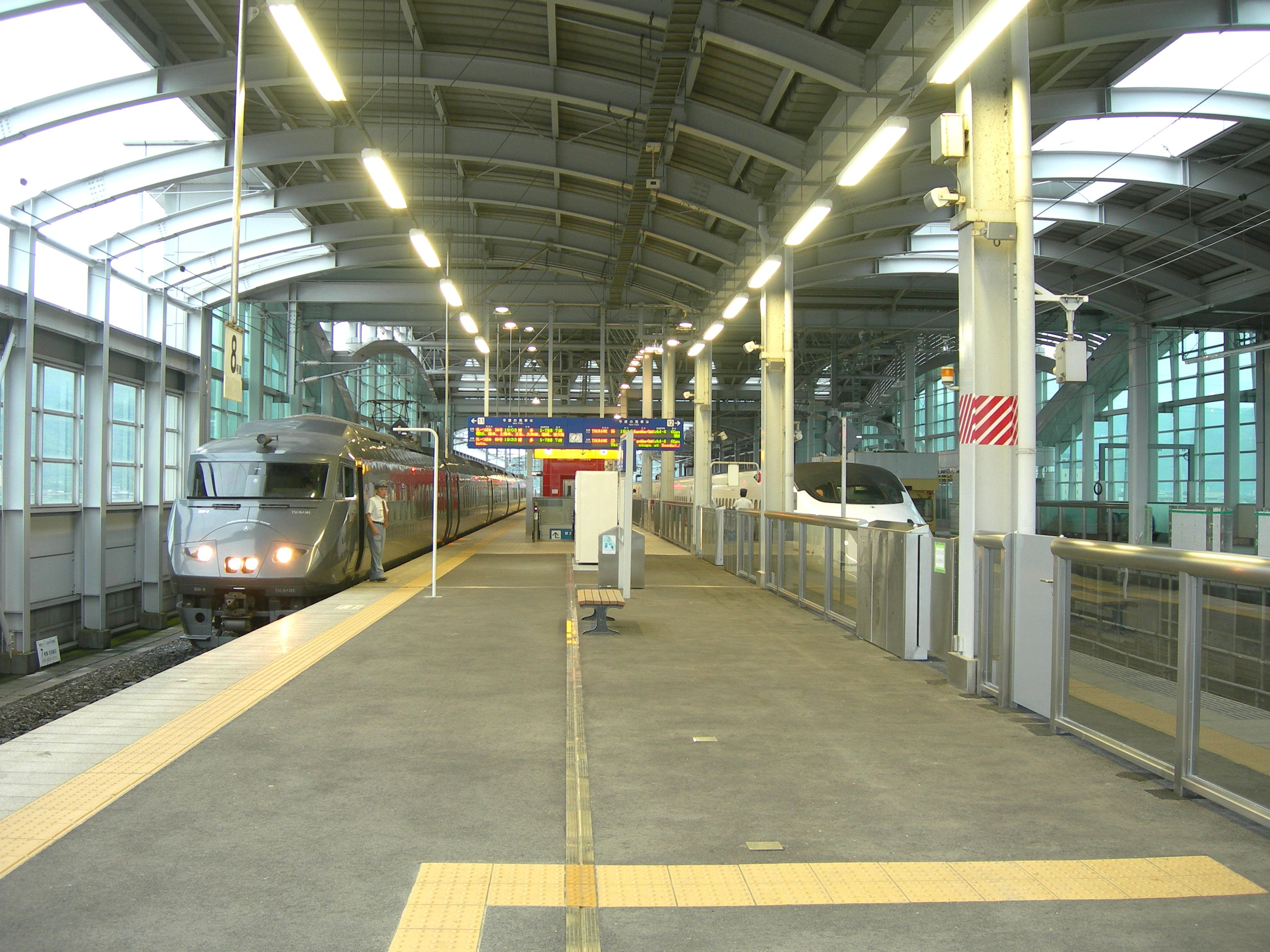
787系「リレーつばめ」との並び
（2010年6月26日 新八代駅）

当時、新八代駅発着の全列車は鹿児島本線の特急「リレーつばめ」と接続を行っており、同列車とは相互で同一ホーム上で接続を行っていた。
2009年8月22日の「つばめ42号」より増備車の運用が開始された。
山陽新幹線との直通運転を行うN700系7000番台・8000番台に東海道新幹線仕様のデジタルATCを搭載するため地上設備の仕様変更を行い、また、車上設備の変更も行われた。変更の対象になったのは既存の6編成と2009年夏に投入された1編成。地上設備（新八代 - 鹿児島中央）と車上設備に計10億円をかけて改修を行った。仕様変更に伴い、2009年6月13日から同年12月末にかけて土日の営業時間外を中心に800系を使用しての試験が行われた。同年9月までは 120 km/h 以下、同年10月からは260 km/h での試験が行われた。
九州新幹線全線開業後、800系は九州新幹線内のみで運用されている。2011年1月以降、列車電話の事業者をソフトバンクテレコムから山陽新幹線と同じNTTコミュニケーションズに順次変更している。
構造上は山陽新幹線への乗り入れも可能ではあり、2011年1月には乗り入れ対応のため新下関駅 - 新山口駅間で試運転を行っている。当初は新下関駅発着の「さくら」に800系を使用する計画があったが見送られた。
U005編成は2016年4月14日、回送中に熊本地震の揺れを受け脱線。熊本総合車両所内に留置されたのち、2018年3月16日付で全車両が廃車された。このうち6号車の822-105は2017年11月12日の「新幹線フェスタin熊本」で車体に寄せ書きをする企画が行われた。編成中損傷が軽微だった鹿児島中央寄りの821-5、826-5、827-5の3両は熊本総合車両所に保管され、作業員などの研修用設備として活用されている。2025年現在廃車はこの編成のみであり、新形式車への代替はない。

### 2012年3月17日現在
- さくら[47]
  - 博多駅 - 鹿児島中央駅間：9本
  - 博多駅 - 熊本駅間：14本すべて
- つばめ[47]
  - 博多駅 - 鹿児島中央駅間：5本
  - 博多駅 - 熊本駅間：45本
  - 博多駅 - 筑後船小屋駅間：2本
  - 川内駅 - 鹿児島中央駅間：下り1本

## その他
新幹線の旅客営業用車両の中で唯一、系列全車が東京駅に入線したことがない（東海道・東北・上越新幹線のいずれも走行したことがない）。